# Mama (Schimpansin)
Mama (* um 1957; † 5. April 2016 in Burgers’ Zoo, Arnheim, Niederlande) war eine Schimpansin, die nach vielen Jahren im Leipziger Zoo 1971 nach Arnheim kam. Hier wurden erstmals mehrere erwachsene Schimpansen in einem gemeinsamen Gehege eines Zoos zusammengebracht. Die Verhaltensforscher Jan van Hooff und Frans de Waal studierten die Kolonie mit Mama als dominantem Weibchen über einen langen Zeitraum.
Weltweite Anteilnahme erregte ein Video, das wenige Tage vor Mamas Tod aufgenommen wurde. Das Video zeigt die betagte und todkranke Schimpansin, die sich in einer Ecke ihres Geheges zusammengerollt hat. Der Verhaltensforscher Jan van Hoff, den die Schimpansin seit über 40 Jahren kannte, besuchte sie ein letztes Mal und sprach mit ihr. Nach einer Weile erkannte sie ihren alten „Freund“ und begrüßte ihn mit erfreuten Lauten und zärtlichen Gesten.
Diese Szene analysiert auch der Verhaltensforscher Frans de Waal in seinem Buch „Mamas letzte Umarmung“.